# Глазков Володимир Михайлович
Володи́мир Миха́йлович Глазко́в (нар. 1927, місто Харків, тепер Харківської області — 29 квітня 1969, місто Харків Харківської області) — український радянський діяч, новатор виробництва, залізничник, машиніст-інструктор паровозного (локомотивного) депо імені Кірова станції Основа Південної залізниці Харківської області. Депутат Верховної Ради УРСР 6—7-го скликань. Герой Соціалістичної Праці (1.08.1959).

## Біографія
Народився у родині робітника. Трудову діяльність розпочав у 1944 році кочегаром паровоза «ФД-202851» депо імені Кірова станції Основа Південної залізниці міста Харкова Харківської області. З 1945 року працював помічником машиніста паровоза.
У 1946 році закінчив курси машиністів Бєлгородської технічної школи.
З 1946 року — машиніст паровоза «ФД-202851» паровозного депо імені Кірова станції Основа Південної залізниці міста Харкова Харківської області. Прославився водінням важковагових поїздів, збільшував пробіг між ремонтами, економив паливо. Без відриву від виробництва закінчив школу робітничої молоді у Харкові.
Член КПРС.
У 1961 році здобув право керувати тепловозом. З 1962 року — машиніст-інструктор тепловоза локомотивного депо імені Кірова станції Основа Південної залізниці міста Харкова Харківської області.
У 1967 році закінчив заочно Харківський інститут інженерів залізничного транспорту.
З 1958 року обирався членом ЦК профспілки працівників залізничного транспорту СРСР. У складі профспілкових делегацій СРСР відвідав Італію (1961), Чехословаччину (1963), Румунію (1964), Федеративну Республіку Німеччину (1967).
З 1963 року вибирався народним засідателем Верховного суду Української РСР.

## Нагороди
- Герой Соціалістичної Праці (1.08.1959)
- орден Леніна (1.08.1959)
- медаль «За трудову відзнаку» (31.07.1954)
- медалі
- знак «Почесний залізничник»